# المائدة المستديرة للوحدة الديمقراطية
المائدة المستديرة للوحدة الديمقراطية (بالاسبانية:Mesa de la Unidad Democrática, MUD) مجموعة من القوى والأحزاب السياسية ذات توجهات يمينية -في غالبها- معارضة للنظام «الاشتراكي» الحاكم في فنزويلا. تتجمع هذه الأحزاب التي تصل إلى ثلاثين حزبا سياسيا ضمن إطار ائتلافي يطالب بإقالة الرئيس نيكولاس مادورو وتنظيم انتخابات مبكرة.
- التوجه الأيديولوجي

يضم الائتلاف عشرات القوى والأحزاب السياسية من مختلف المشارب، ولكنها بشكل عام أحزاب وقوى يمينية، تتراوح بين اليمين المتشدد ويمين الوسط، مقابل المعسكر اليساري الذي يحكم البلاد منذ فترة طويلة.